# ستیل پیریدینیوم
ستیل‌پیریدینیوم کلراید (به انگلیسی: CETYLPYRIDINIUM CHLORIDE)
رده درمانی: سورفکتانت‌های کاتیونی
اشکال دارویی: دهان شویه

## موارد مصرف
محلول دهان شویه برای درمان عفونت‌های سطحی دهان و گلو بکار می‌رود. بعد از اعمال جراحی دندان و لثه، در بیمارانیکه از تجهیزات تنفسی استفاده می‌کنند و بدنبال استفراغ به عنوان خوشبوکننده و ضدعفونی‌کننده و التیام دهنده استفاده می‌گردد. 

## مکانیسم اثر
ستیل پیریدینیوم کلرایدهمچون سایر سورفکتانت‌های کاتیونی درمحلول آبی به یک کاتیون نسبتاً بزرگ فعال و یک یون کوچک غیرفعال یونیزه‌می‌شود. یک ترکیب چهارتایی آمونیوم است. ترکیبات کاتیونی علاوه براثرات امولسیون‌کننده و پاک‌کننده دارای‌فعالیت باکتری‌کش علیه باکتریهای گرم‌مثبت و گرم منفی می‌باشند. 

## عوارض جانبی
خوردن آن سبب تهوع و استفراغ می‌شود ومحلول غلیظ آن‌ها ممکن است سبب‌آسیب و نکروز مری شوند. علایم‌مسمومیت تنگی نفس و سیانوز است. تضعیف CNS، افت فشار خون و اغما نیز ممکن است بروز نماید.